# Kleptochthonius crosbyi
Kleptochthonius crosbyi är en spindeldjursart som först beskrevs av Chamberlin 1929.  Kleptochthonius crosbyi ingår i släktet Kleptochthonius och familjen käkklokrypare. Inga underarter finns listade i Catalogue of Life.